# Hans Kopp (Ingenieur)
Hans Kopp (* 6. März 1847 in Frankfurt am Main; † 6. Mai 1915 in Frankenthal) war deutscher Ingenieur, Unternehmer und bayerischer Landtagsabgeordneter.

## Leben
Kopp war der Sohn eines Bäckers und besuchte eine Musterschule und eine höhere Gewerbeschule. Sodann studierte er in Karlsruhe und Berlin Ingenieurwissenschaften. Am Krieg 1870/71 nahm er teil und wurde mit dem Eisernen Kreuz II. Klasse ausgezeichnet.
Bis 1874 war er als Ingenieur bei Borsig tätig, danach war er Betriebsingenieur in Mülheim.
1879 erwarb er die Kesselschmiede Glossier in Frankenthal, die er in Dampfkesselschmiede Hans Kopp umbenannte. Diese brachte er am 4. April 1899 in die Frankenthaler Kesselschmiede und Maschinenfabrik Kühnle, Kopp & Kausch A.-G. ein. Im Jahr 1900 wurde er zum Königlich Bayerischen Kommerzienrat ernannt.
Bereits seit 1885 war er Handelsrichter am Landgericht Frankenthal, ab 1892 Vorstand des dortigen Handelsgremiums und Mitglied der Handelskammer Ludwigshafen. 1894 wurde er Mitglied des Stadtrats von Frankenthal und 1899 des Distriktrates. Ferner war er Vorsitzender des Nationalliberalen Vereins Ludwigshafen und Umgebung.
Vom 29. September 1911 bis zu seinem Tode war er Abgeordneter im Bayerischen Landtag für die Liberale Vereinigung.
In Frankenthal wurde die Hans-Kopp-Straße nach ihm benannt.